# Chocolatería San Ginés

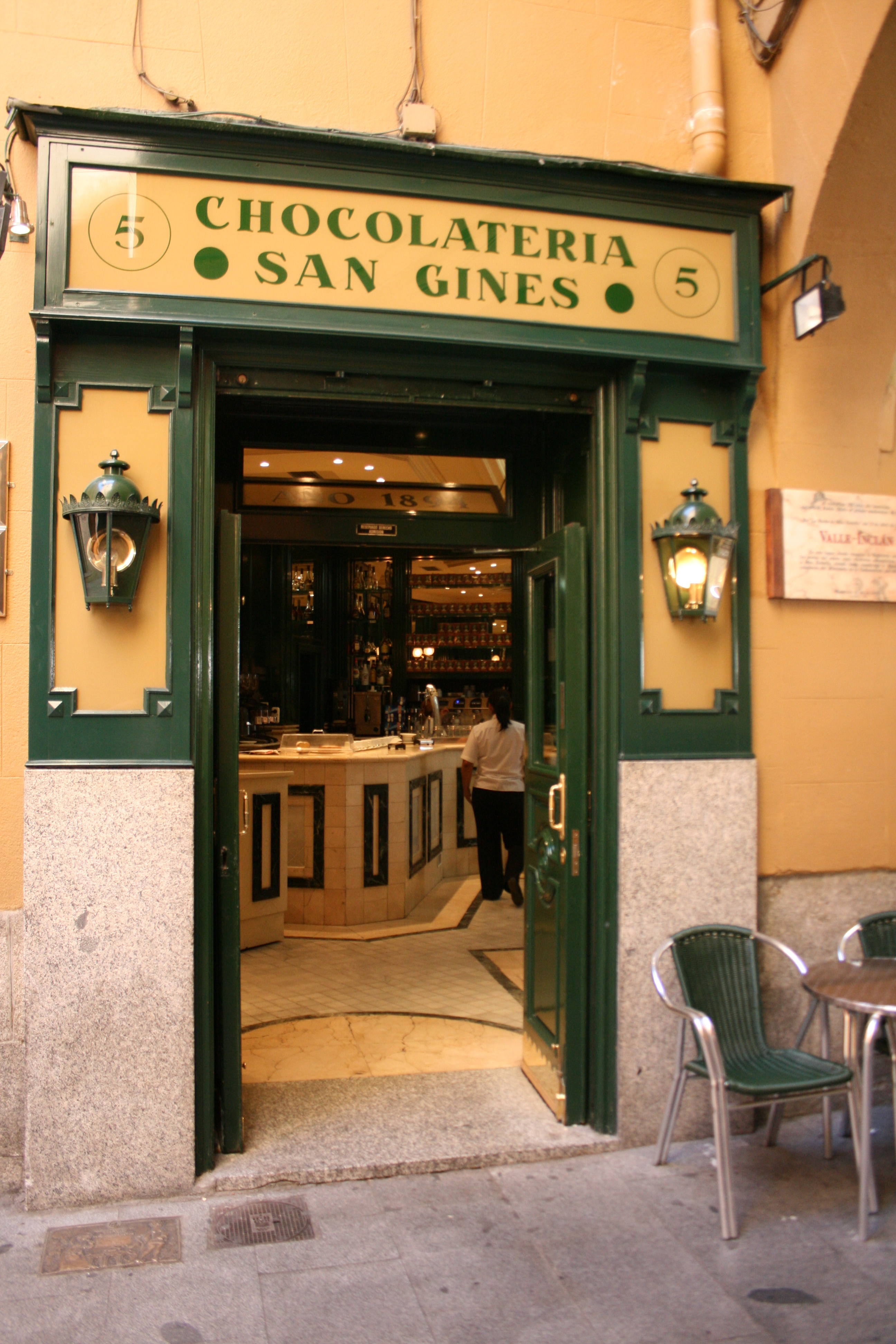
Entrada en el pasadizo de San Ginés.

La Chocolatería San Ginés es una popular chocolatería de Madrid, fundada en 1894 y situada en el pasadizo de San Ginés, junto a la Puerta del Sol, tradicional local para la degustación de chocolate con churros.

## Historia
En el año 1890 se abrió el local para mesón y fonda en el pasadizo de San Ginés, y en 1894 se transformó en churrería. Emplazado junto al Teatro Eslava, su fama empezó cuando la gente a la salida del teatro acostumbraba a tomar un chocolate con churros. Popular lugar de reunión de noctámbulos, también fue más tarde lugar de cita para los que salían de la discoteca de Joy Eslava. Durante la Segunda República se conocía como “La Escondida”. Por su cercanía con la Puerta del Sol y su horario nocturno todo el año, es el lugar, si se tiene paciencia, donde se suele tomar el primer chocolate del Año Nuevo.

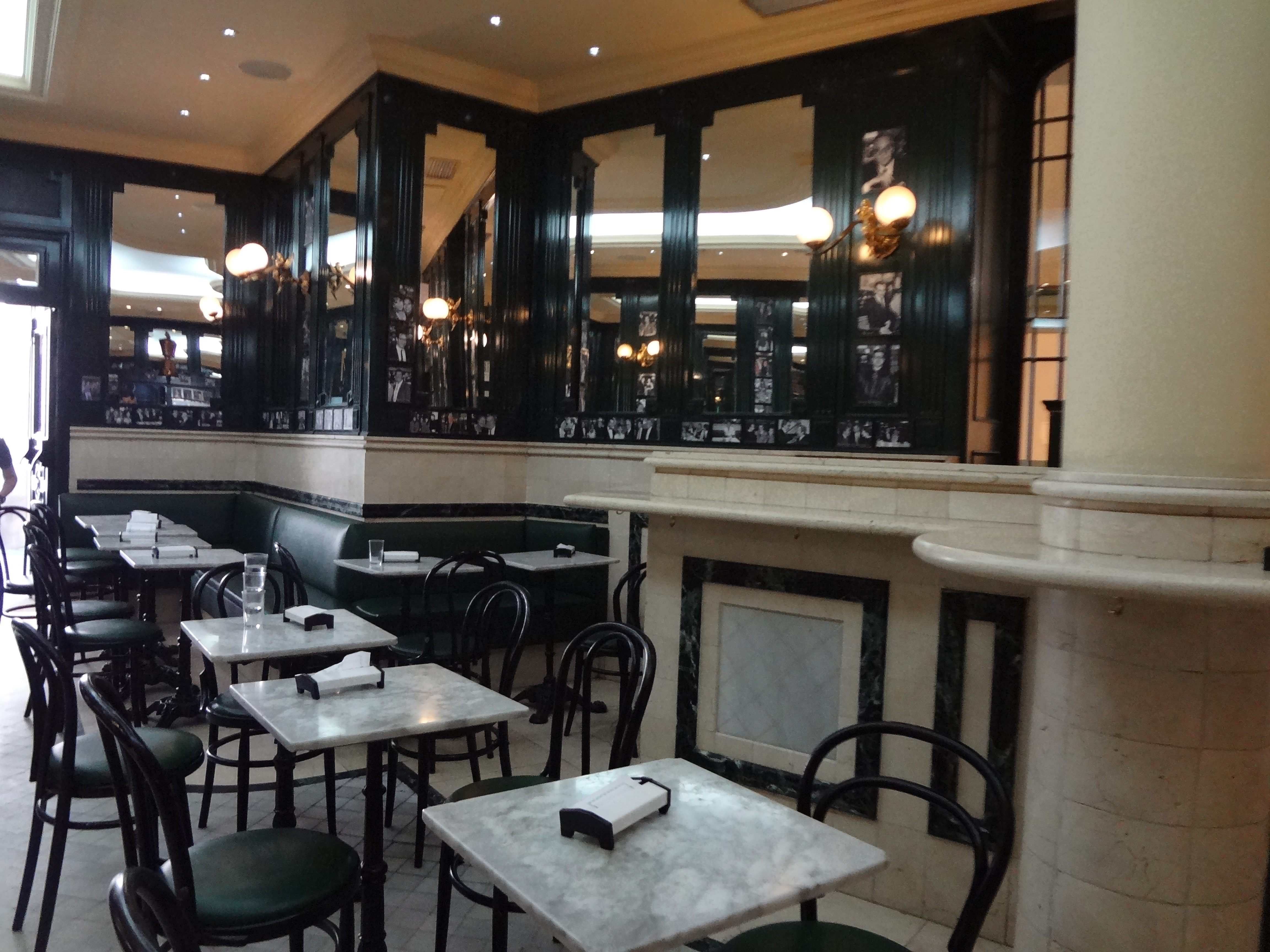
Vista interior con espejos y mesas de mármol.

Conserva la estética de los cafés de final de siglo xix, distribuido en dos plantas con mesas de mármol blanco y mostrador revestido de azulejería.
La fachada de la chocolatería se eligió como uno de los pasos del recorrido cultural la noche de Max Estrella siguiendo la obra teatral Luces de Bohemia de Valle-Inclán.
En 2010 se inauguró una chocolatería San Ginés en Tokio, en barrio de Shibuya, adaptando sus productos a los gustos nipones.

## Sucursales internacionales

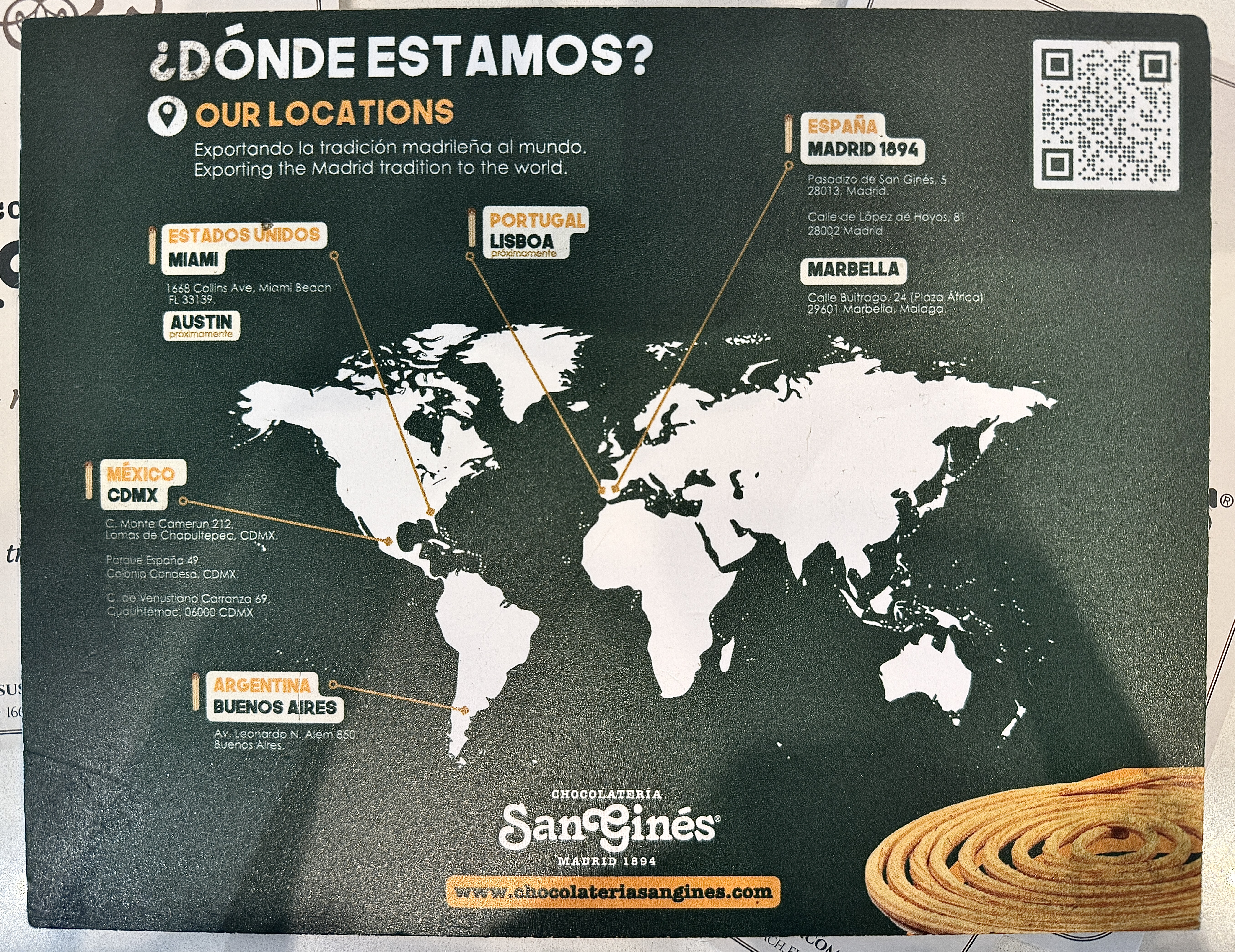
Mapa mundial de las sucursales de San Ginés mostrado en la sucursal de Miami Beach en enero de 2025. Las sucursales en México ya no están en operación.

Actualmente, hay sucursales en Marbella, España; en Cais do Sodré en Lisboa, Portugal; y en Austin, Texas y Miami Beach, Florida, en los Estados Unidos. Además, hay una sucursal en el Mercado de los Carruajes en Buenos Aires, Argentina.
En Ciudad de México había 3 ubicaciones: en el Parque España en la Colonia Condesa, en el Centro Histórico de la Ciudad de México y en Lomas de Chapultepec. Sin embargo, estas sucursales cerraron en 2025.
En 2010, se inauguró una sucursal de San Ginés en Shibuya, Tokio (Japón). Cerró un año después, en 2011.[cita requerida]